# Certificato di compensazione fiscale
Per certificato di compensazione fiscale, negli Stati Uniti d'America, s'intende un titolo di credito emesso da uno Stato o un municipalità per finanziare le operazioni di cassa correnti fin tanto che non vengono incassate le tasse. Nel momento in cui le tasse vengono incassate tali certificati vengono ritirati.